# Sobarocephala macalpinei
Sobarocephala macalpinei är en tvåvingeart som beskrevs av Soos 1964. Sobarocephala macalpinei ingår i släktet Sobarocephala och familjen träflugor. Inga underarter finns listade i Catalogue of Life.